# Wrocieryż
Wrocieryż ist eine Ortschaft mit einem Schulzenamt der Landgemeinde Michałów im Powiat Pińczowski der Woiwodschaft Heiligkreuz in Polen.

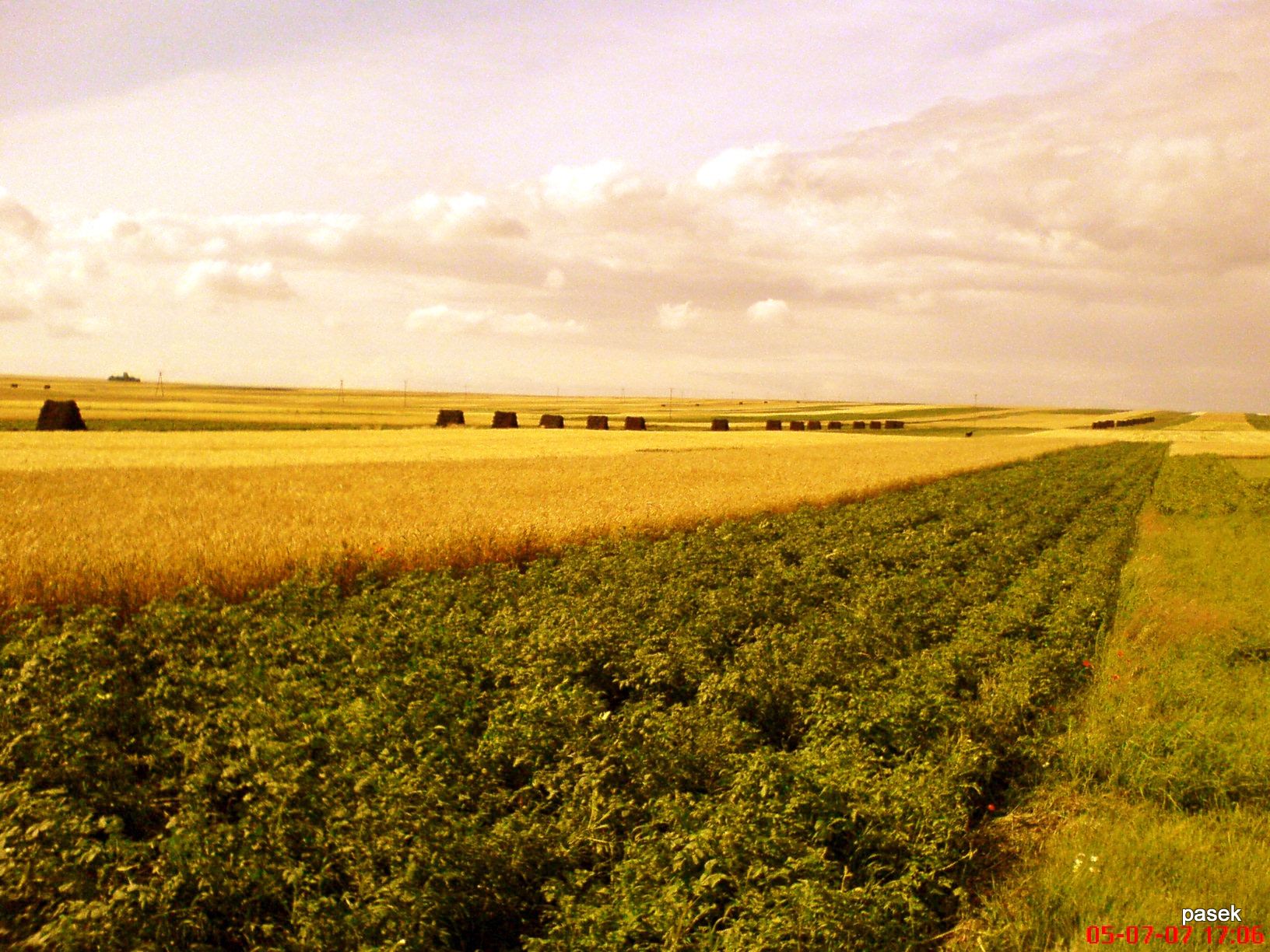
Ackerfelder von Wrocieryż

## Geschichte
1239 wurde das Dorf Vrocisir mit dem See Dobrowoda von Sando, dem Sohn von Dobiesław, an das Kloster Mogila gegeben. 1282 wurde das Dorf Frezeser und der See Dobrawoda vom Leszek II. an das Bistum Lebus übertragen. Im 14. Jahrhundert wurde die Pfarrei Wrocirzirz mehrmals im Zehntrückstandregister des Bistums Krakau erwähnt. 1328 wurde das Besitztum des Dorfs Truckzefir vom Bistum Lebus im Dokument des Königs Władysław I. Ellenlang bestätigt. Der besitzanzeigende Ortsname Wrocieryż, früher auch Wrociżyrz, Wrocirzyż, Wrociryż, wurde vom slawischen Personennamen *Wrociżyr abgeleitet. Die Änderungen Wrociżyrz ≥ Wrocirzyż ≥ Wrociryż kamen durch Metathese und Dissimilation. Die Formen Frezeser und Truckzefir stammen aus den Abschriften des deutschsprachigen Schreibers des Bistums Lebus.
Der Ort gehörte administrativ zum Kreis Książ in der Woiwodschaft Krakau.
In der Dritten Teilung Polens wurde Wrocieryż 1795 mit Westgalizien an das Königreich Galizien und Lodomerien des habsburgischen Kaiserreichs angeschlossen. 1809 kam es ins Herzogtum Warschau und 1815 ins neu entstandene russisch beherrschte Kongresspolen. 1827 gab es dort 30 Häuser mit 260 Einwohnern.
Nach dem Ende des Ersten Weltkriegs kam Wrocieryż zu Polen. Im Zweiten Weltkrieg gehörte es zum Distrikt Radom im Generalgouvernement. Von 1975 bis 1998 gehörte Wrocieryż zur Woiwodschaft Kielce.